# Péramèle à long nez de l'est
Espèce
Synonymes
espèce
- Perameles gunni

Statut de conservation UICN

 VU  : Vulnérable
Le Bandicoot rayé de l'Est ou Péramèle à long nez de l'est (Perameles gunnii ; d'après l'anglais : eastern barred bandicoot) est une espèce de mammifères marsupiaux de la famille des Péramélidés qui vit en Tasmanie et en Australie.

## Description
Il mesure 25 à 40 cm de long avec une queue de 7,5 à 18 cm. Il pèse 640 g. Il a un museau fin, allongé, portant des moustaches et de grandes oreilles. Son pelage, gris brun, porte sur la moitié arrière des bandes pâles qui lui ont donné son nom. Le ventre, les pieds et la queue sont blancs.

## Distribution
Il a disparu d'Australie-Méridionale, il en reste à peu près deux cents dans l’État de Victoria ainsi qu'une population en Tasmanie.

## Alimentation
Il se nourrit de vers de terre qu'il repère avec son odorat développé et déterre avec ses pattes puissantes, d'autres invertébrés, de champignons et de racines.

## Mode de vie
Il est très agressif et bagarreur et vit en solitaire. Les mâles occupent un vaste territoire et cohabitent avec les femelles seulement pendant la période de reproduction. L'espèce est essentiellement nocturne. Le bandicoot émerge de son nid au crépuscule pour rechercher sa nourriture. Il se sert de son long nez pour fouiller le sol en profondeur et creuse lorsqu'il trouve de la nourriture.

## Reproduction
La femelle a huit mamelles, mais donne rarement naissance, au bout de 11 jours de gestation, à plus de 4 ou 5 jeunes (C'est une des périodes de gestation les plus courtes parmi les mammifères). Les jeunes restent dans la poche marsupiale pendant 8 semaines.

## Péramèle à long nez de l'est dans la culture
Le péramèle à long nez de l'est a inspiré le personnage de Crash de la série du jeu vidéo Crash Bandicoot sorti en 1996. Il est devenu en quelque sorte la mascotte du jeu.